# Enkefalin
Enkefalin je pentapeptid koji učestvuje u regulaciji nocicepcije u telu. Enkefalini su endogeni ligandi opioidnih receptora. Otkriveni su 1975. Dve forme enkefalina s poznate, jedna sadrži leucin (leu), i druga metionin (met). Oba proteina su proizvod proenkefalinskog gena.
- -enkefalin je .
- -enkefalin je .

## Endogeni opioidni peptidi
Postoje tri dobro karakterisane familije opioidnih peptida koje proizvodi telo: enkefalini, endorfini, i dinorfini. Peptidna sekvenca met-enkefalin je kodirana sa oba enkefalinskim i endorfinskim genom (takođe poznatim kao POMC gen); leu-enkefalinska peptidna sekvenca je kodirana sa enkefalinskim i dinorfinskim genom.

## Literatura
1. ↑  : 1plx; Marcotte I, Separovic F, Auger M, Gagné SM (2004). „A multidimensional 1H NMR investigation of the conformation of methionine-enkephalin in fast-tumbling bicelles”. Biophys. J. 86 (3): 1587—600. PMC 1303993 . PMID 14990485. doi:10.1016/S0006-3495(04)74226-5.
2. ↑  Noda M, Teranishi Y, Takahashi H, Toyosato M, Notake M, Nakanishi S, Numa S (1982). „Isolation and structural organization of the human preproenkephalin gene”. Nature. 297 (5865): 431—4. PMID 6281660.
3. ↑  R.S. Rapaka and R. L. Hawks (editors). „Opioid peptides: Molecular pharmacology, biosynthesis and analysis in a National Institute on Drug Abuse Research Monograph (#70), 1986.” (PDF). Архивирано из оригинала (PDF) 26. 08. 2009. г. Приступљено 08. 05. 2011.

## Spoljašnje veze
- Enkephalins на 